# Патера Аматерасу
Патера Аматерасу — патера, или кратер сложной формы с изрезанными краями, на спутнике Юпитера Ио. Её температура оценивалась 5 марта 1979 года примерно в +8 °C. Это одно из самых тёмных образований на Ио, и измерение его теплового спектра помогло удостовериться в обратной корреляции, установленной между альбедо и температурой горячих точек Ио. Со времени первого оборота вокруг Юпитера наблюдавшего её КА «Галилео», патера потемнела. Диаметр патеры Аматерасу равен 100 километрам. Она названа в честь японской богини солнца Аматэрасу. К северу от этой патеры расположены патера Кинич Ахау и патера Дажбога, к западу — патера Мануа и патера Фучи, а к югу — патера Локи.